# Kubooktaedrski graf
Kubooktaedrski graf je v teoriji grafov poliedrski graf – graf oglišč in robov kubooktaedra. Ima 12 točk, ki odgovarjajo ogliščem telesa, in 24 povezav, ki odgovarjajo njegovim robovom. Je kvartični arhimedski graf, 3-točkovnopovezan, točkovnoprehoden in povezavnoprehoden.:269
| 6-tera simetrija |